# Auza
Auza o Auzia (llatí: Auza o Auzea; grec antic: Αὔζια) també anomenada segons les inscripcions Colonia Auziensis, va ser una important ciutat de Mauretània i després de la Mauritània Cesariense situada a la via entre Cesarea i Sitifis i al peu del Djebel Deira (muntanya de Garaphi) prop del naixement de l'Adus.
Una cita que fa Flavi Josep treta de l'obra de Menandre d'Efes atribueix la fundació de la ciutat a Etbaal I rei de Tir, contemporani d'Acab, rei d'Israel.
La seva posició geogràfica la deixava exposada als atacs dels bàrbars. Durant el regnat de Tiberi, el procònsol Dolabel·la hi va derrotar el rei númida Tacfarines, que va morir l'any 24. Tàcit diu que els númides van incendiar la fortalesa però els romans la van restaurar i hi van establir una colònia romana, la Colònia Auziensis. Una inscripció esmenta la derrota prop de la ciutat del cap amazic Faraxes, vençut pel prefecte Quintus Gargilius, l'any176. El 373 va ser l'escenari d'una batalla entre l'emperador Teodosi i l'usurpador Firm.
Avui les ruïnes es diuen Sur al-Rezlan o Sur Guzlan i són al sud de la moderna Hamza.